# Киндиккарагай
Кинди́ккарага́й (каз. Кіндікқарағай) — село в Бурабайском районе Акмолинской области Казахстана. Входит в состав Урумкайского сельского округа. Код КАТО — 117061600.

## География
Село расположено в южной части района, на расстоянии примерно 35 километров (по прямой) к югу от административного центра района — города Щучинск, в 12 километрах к юго-западу от административного центра сельского округа — села Урумкай.
Абсолютная высота — 385 метров над уровнем моря.
Ближайшие населённые пункты: село Ынталы — на севере.

## Население
В 1989 году население села составляло 355 человек (из них казахи — основное население).
В 1999 году население села составляло 405 человек (206 мужчин и 199 женщин). По данным переписи 2009 года, в селе проживали 252 человека (126 мужчин и 126 женщин).
| Численность населения | Численность населения | Численность населения |
| 1989                  | 1999                  | 2009                  |
| --------------------- | --------------------- | --------------------- |
| 355                   | ↗405                  | ↘252                  |

## Улицы[5]
- ул. Жайлау
- ул. Орталык